# Neoapachella rothi
Neoapachella rothi is een spinnensoort uit de familie Cyrtaucheniidae. De soort komt voor in de Verenigde Staten.